# Miracosta (distrito)
Miracosta é um distrito do Peru, departamento de Cajamarca, localizada na província de Chota.

## Transporte
O distrito de Miracosta não é servido pelo sistema de estradas terrestres do Peru.